# Тутберидзе, Леван
Леван Тутберидзе (род. 24 декабря 1959) — грузинский кинорежиссёр, сценарист и актёр.

## Биография
Леван Тутберидзе родился в Тбилиси в 1959 году. Племянник известных грузинских режиссеров Картлоса и Бубы Хотивари. Начал сниматься в эпизодических ролях со второй половины 1970-х годов. В 1982 году окончил Тбилисский театральный институт им. Ш. Руставели (мастерская С. Чхаидзе, Б. Хотивари). В том же году исполнил главную роль в фильме "Дмитрий II" Бубы Хотивари.
В 1982 — 1985 годах Тутберидзе работал режиссером на телевидении Грузии, а в 1990 году основал первую независимую грузинскую кинокомпанию "Аиси". С 1999 по 2007 годы был художественным руководителем кинотеатра "Амирани", одновременно работая преподавателем в государственном институте кинематографии Грузии. С 2009 года — профессор Грузинского университета театра и кино. В 2013 году Леван Тутберидзе был включен в состав кинематографической комиссии при министерстве культуры Грузии.  

## Фильмография

### Актёрские работы
- 1982 — Дмитрий II

### Режиссёрские работы
- 1984 — Махаре
- 1988 — Последняя молитва Назарэ
- 1995 — Тени прошлого
- 2005 — Прогулка в Карабах
- 2007 — Бумажная пуля
- 2010 — Мне без тебя не жить
- 2014 — Тбилиси, я люблю тебя
- 2015 — Там, за горами
- 2015 — Мойра

### Сценарии
- 1988 — Последняя молитва Назарэ
- 1995 — Тени прошлого

## Награды
- Орден Чести (2005)[1]